# Новоархангельський район
Новоарха́нгельський райо́н — колишній район у Кіровоградській області України. Адміністративний центр — смт Новоархангельськ. Населення становить 23 864 осіб (на 1 січня 2019 року). Район утворено більшовицькою владою в січні 1921 року в межах Первомайського повіту з центром у селі Новоархангельську.

## Географія
Район розташований в північно-західній частині Кіровоградської області, охоплює площу 120 581 га.
Район розташований у межах Придніпровської височини. Поверхня — підвищена, пологохвиляста лесова рівнина, розчленована долинами, подекуди каньйоноподібними, балками, ярами; поширені виходи на поверхню кристалічних порід.
На території району добувають граніти, гарнокіти, мігматити, піски та глини. Обсяги добування корисних копалин досить незначні і використовуються лише в місцевому будівництві.
До природно-заповідного фонду краю належать ландшафтний заказник загальнодержавного значення Когутівка в околицях с. Ятрань, місцевого значення — ландшафтний заказник Зелена брама між с. Нерубайка та с. Копенкувате, заповідні урочища Кучери і Фомиха неподалік Новоархангельська.

### Природно-заповідний фонд

#### Ландшафтні заказники
Зелена Брама, Когутівка (загальнодержавного значення).

#### Заповідні урочища
Кучери, Фомиха.

## Історія

### Доісторичний період
Про давнє заселення краю свідчать археологічні знахідки, зроблені на території Новоархангельщини. У с. Володимирівка було досліджено стоянку людини доби пізнього палеоліту (40-13 тис. років тому), яка становила тимчасове літнє стійбище мисливців та збирачів. На околиці цього ж села в епоху трипільської культури містилося поселення-протомісто Володимирівка, що датується IV тис. до н. е.
На північний-захід від с. Небелівка в IV тис. до н. е. існувало інше поселення-гігант трипільської культури (друге за величиною після Тальянок) — протомісто Небелівка.
Поблизу с. Орлове виявлено скарби бронзових знарядь праці та зливки бронзи, що датовані кінцем VIII — початком VII століття до н. е. Біля с. Кам'янече виявлено залишки ранньослов'янського поселення VI—VIII ст.

### За часів Київської Русі
Сліди поселень Київської Русі (IX-XIII ст.) знайдені біля сіл Свердликове, Нерубайка, Підвисоке та Торговиця.

### Золотоординський період
У першій половині XIV століття на території сучасного села Торговиця існувало досить велике золотоординське поселення. Підставою для такого датування стали знахідки монет ханів Узбека та Науруза.
Середньовічне місто було ставкою монгольського намісника. Місце для її спорудження мало велике стратегічне значення, адже саме тут містилася основна переправа через річку Синюха та проходив великий торговий шлях, який з'єднував землі Західної та Північної Європи з стародавнім караванним шляхом, продовженням Великого шовкового шляху.
У місті було прокладено водогін, який складався з циліндричних глиняних труб, скріплених між собою вапняним розчином. На березі річки досліджено лазню-hammam східного типу, яка мала подвійну підлогу з пустотами всередині, через які подавалося тепле повітря від печі. Стіни та підлога мали рожевий колір. Це друга подібна знахідка в Україні.
На околиці міста знаходилися ремісничі квартали, зокрема майстерні для виготовлення керамічного посуду. На північно-східній частині містився середньовічний могильник. Знайдені тут поховання дослідила науковець з Інституту археології НАН України Людмила Литвинова. Вона дійшла висновку, що на початку XIV ст. у цьому районі мешкало корінне слов'янське населення з монголоїдними домішками та аланськими, болгарськими впливами.
Починаючи з 1997 року щороку на території середньовічної пам'ятки працюють студенти Центральноукраїнського державного педагогічного університету ім. В. Винниченка під керівництвом доцента кафедри історії України Нінель Бокій.

### Литовсько-польська доба
У 1362 році неподалік містечка Торговиця об'єднане литовсько-українське військо під керівництвом Великого князя Литовського Ольгерда розгромило армію трьох монголо-татарських ханів. Ця битва увійшла в історію, як битва на Синіх Водах. Вона стала початком звільнення українських земель від монголо-татарського панування.
Першим населеним пунктом Новоархангельщини, згаданим у письмових джерелах є сучасне село Торговиця, яке в літописі ХРОНІКА ЛИТОВСЬКА Й ЖМОЙТСЬКА позначене, як перше місто, визволене князем Ольгердом після Синьоводської битви. Це підтверджують і дані археології — під час розкопок міста виявлено залишки спалених будівель, шар попелу та наконечники стріл. Золотоординське місто було спалене, а територія Новоархангельського району ввійшла до складу Великого князівства Литовського.
Надалі містечко відновилося вже під сучасною назвою — Торговиця, ставши важливим торговельним центром на межі лісостепової та степової України. Через нього проходив знаменитий Чорний шлях, який виходив з глибини Польщі, пролягав через Львів, Умань, Торговицю, Бобринець і закінчувався в Криму.
У часи Козаччини Торговиця перетворилася на козацьке містечко, яке було північно-західним форпостом Запорізької Січі. За часів Богдана Хмельницького в 1654 році у Торговиці було відкрито ило, тобто митницю. Першим митником гетьман призначив дозорця на прізвище Астаматій (Остафій Остапаненко). З відкриттям митниці Торговиця дуже швидко стала містечком з багатьма прикордонними і державними службами.
Протягом 1648–1649 та 1664–1676 років на території Новоархангельського району існував Торговицький козацький полк.
З історією Новоархангельського району пов'язана діяльність і кошового отамана Івана Сірка, війська якого базувалися тут, захищаючи козацькі землі від польських і татарських військ. У липні 1661 року його війська неподалік Торговиці розгромили значні сили татар, які вчинили грабіжницький похід на Брацлавщину.
У період Руїни територія Новоархангельського району неодноразово переходила з рук в руки. Під час цих протистоянь населені пункти неодноразово розграбовувалися і руйнувалися.
Після підписання Карловицького миру в 1699 році, територія Правобережжя річки Синюха надовго ввійшла до складу Речі Посполитої. Кордон між нею та Запоріжжям став проходити річками Синюха та Велика Вись.
У Торговиці, яка входила до володінь магнатів Потоцьких, в 1792 році відбулася подія, що кардинальним чином вплинула на історію всієї Центральної та Східної Європи. Тут вперше 14 травня був опублікований Акт, розроблений у Петербурзі під наглядом Катерини II. Цей документ увійшов у історію під назвою Торговицька конфедерація. Акт — це змова польських магнатів, спрямована проти реформ державного люду у Польщі. В її результаті відбувся другий поділ Речі Посполитої. Землі Правобережжя річки Синюха ввійшли до складу Російської імперії, а з 1797 року вони стали частиною Уманського повіту Київської губернії.

### У складіРосійської імперії
Встановлення царської влади над Запоріжжям після підписання Белградського мирного договору 1739 року стало початком відновлення козацького самоврядування. Межиріччя Синюхи, Бугу та Інгульця ввійшло до складу новоствореної Бугогардівської паланки.
1742 року навпроти польського містечка Торговиці за наказом Київського губернатора Бібікова почалося спорудження військового шанця та поселення. Роботами керував полковник Миргородського козачого полку Василь Капніст. За його домовленістю з графом Станіславом Потоцьким осадчий козак Давид Звенигородський привіз з Поділля 20 українських сімей для заснування поселення. Військове містечко отримало назву Архангельський городок (Новоархангельськ) та стало центром однойменної козацької сотні Миргородського полку.
1752 року Архангелогородська сотня була розформована, а її землі увійшли до складу Нової Сербії.

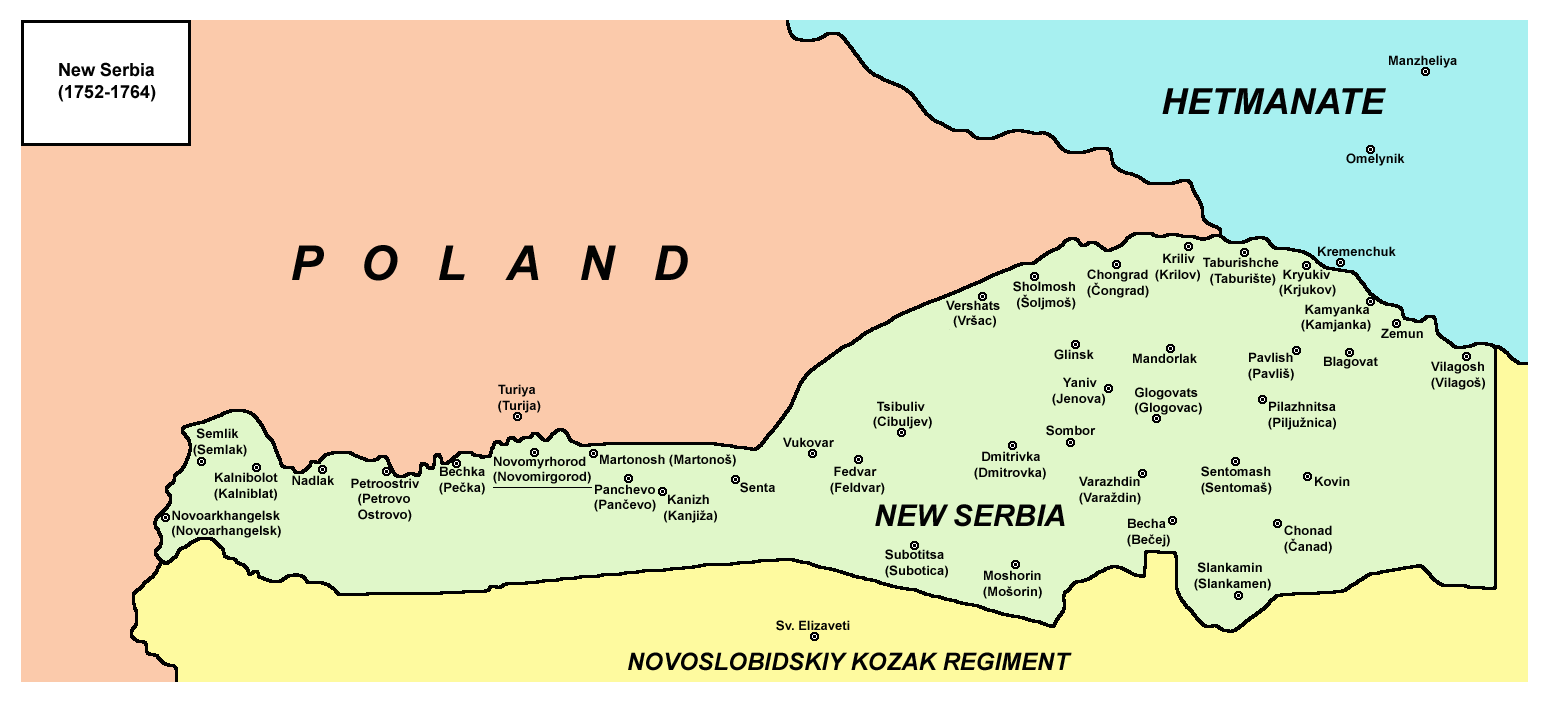
Карта Нової Сербії

Після скасування Нової Сербії в березні 1764 року, Архангород отримав нову назву — Новоархангельськ, а східні частини Новоархангельського району ввійшли до складу Єлисаветградської провінції Новоросійської губернії. Ці землі продовжували відігравати важливу військову роль, тут було розміщено роти Чорного гусарського полку, сформованого з колишніх сербських полків.
З 1776 року землі Лівобережжя річки Синюхи ввійшли до складу Єлисаветградського повіту (в 1807 році було створено Новоархангельську волость).
З 1817 по 1856 роки на території Новоархангельської волості містилися частини 2-го Українського уланського полку (з 1830 року — Новоархангельський уланський полк), а дана територія була частиною Новоросійського військового поселення.

### Українська революція
1917 року територія сучасного Новоархангельського району входить до складу Української Народної Республіки. Надалі Новоархангельщина, як і вся Україна стала ареною кровопролитної боротьби за власну державність.
1920 року через територію Новоархангельського району проходили військові підрозділи армії УНР, що здійснювали Перший зимовий похід.
Внаслідок поразки Перших визвольних змагань на ціх землях була встановлена Радянська влада.

### У складіУРСР
Новоархангельський район утворено у січні 1921 року в межах Первомайського повіту з центром у селі Новоархангельську.

### Друга світова війна
30 липня 1941 німецькі війська окупували частину населених пунктів району. До того часу радянська влада встигла вивезти на схід частину населення, основне майно МТС, колгоспів, інших організацій. Населення працювало на будівництві оборонних об'єктів на берегах річки Синюха.
Основні події розгорнулися з 2 по 7 серпня 1941 року, коли на території між Уманню та Новоархангельськом були оточені основні частини 6-ї та 12-ї радянських армій. Утворився так званий Уманський котел, в який потрапило за різними даними від 80 до 135 тис. військових Червоної Армії. Поет Євгеній Долматовський в книзі «Зелена брама» характеризує становище, що склалося, так: «За німецькими даними наші 6-а і 12-а армії скували 22 повнокровні дивізії противника з переданими їм всілякими засобами посилення. Щит, що утворився з військ у Зеленій брамі, на якийсь час полегшив становище нашого Південного фронту, дав можливості іншим арміям закріпитися на його рубежах».
На території району німцями для полонених оточених армій було влаштували мережу таборів. Місцеві жителі допомагали полоненим продовольством, переховували тих, кому вдалося втекти, лікували поранених. Колишніх вояків Червоної Армії під зміненими прізвищами приймали в сім'ї, проте багато з них померло від ран і голоду. Деяких було розстріляно.
На території району в 1942 році створюється організація, якою керували Ю. А. Фрединський, К.& А. Тимофєєв. У червні 1942 року вона нараховувала 35 чоловік. За період своєї діяльності їм вдалося організувати роботу підпільної друкарні, надрукувати й розповсюдити 10300 примірників листівок, звільнити з таборів 45 військовополонених, зібрати і передати штабу партизанського загону Уманщини дані про дислокацію гітлерівських військ. Пізніше з підпільних груп Новоархангельська, Кальниболота, Шляхової, Ганнівки було сформовано радянський партизанський загін імені Чапаєва, командиром якого став Ю. А. Фрединський, начальником штабу М. С. Синиця.
Активно проводив бойові дії загін імені Сталіна, яким командував старший лейтенант Червоної Армії П. Й. Суський, під прізвищем Матвєєв, а після його загибелі, в січні 1944 року — М. М. Стройков. Базувався загін в районі лісу Зелена брама. Бойові операції проводив на головних магістралях пересування німецьких військ. У березні 1944 року загін увійшов до складу однієї з частин Червоної Армії.
Жителі найближчих сіл і особливо Борщової, Небелівки, Копенкуватого, Підвисокого постійно надавали допомогу партизанам. Німцями було повністю спалено село Борщова. У 1943 році через район пройшов рейд партизанського з'єднання М. І. Наумова.
За час німецької окупації гітлерівці розстріляли 93 людини, 1056 юнаків і дівчат погнали на каторжні роботи до Німеччини. Німцями також було спалено багато житлових будинків, бібліотек, шкіл, пограбовано колгоспи, МТС, районні установи і магазини.

### У складіУРСР
13 березня 1944 110-та гвардійська стрілецька дивізія (командир гвардії полковник Д. П. Соболєв) військ 2-го Українського фронту звільнила смт. Новоархангельськ.
Понад 7 тисяч мешканців району брали участь у війні на стороні СРСР, 4965 з них загинули. На їхню честь в було встановлено 15 меморіальних комплексів. 2630 фронтовиків були нагороджені радянськими орденами і медалями, а А. М. Крамаренку, І. У. Вербовському, А. Д. Сливку, П. С. Гришку було надано звання Героя Радянського Союзу.
В районі є 43 братські могили вояків Червоної Армії. У районі лісу Зелена брама споруджений Пам'ятний знак на честь воїнів 6-й і 12-й Червоних Армій, а також пам'ятний знак на честь вояків 10-ї дивізії НКВС, на могилі Героя Радянського Союзу М. З. Лисова, який загинув під час звільнення радянськими військами села Кам'янече, встановлено бюст, споруджені пам'ятники радянським партизанам у смт. Новоархангельськ.
05.02.1965 Указом Президії Верховної Ради Української РСР передано Гаївську, Марківську та Олександрівську сільради Новоархангельського району до складу Добровеличківського району.

### Незалежна Україна
У результаті Акту проголошення незалежності України 24 серпня 1991 року та Всеукраїнського референдуму 1 грудня 1991 року в Новоархангельському районі було відновлено українську владу.

### Російсько-українська війна
З початку збройної агресій Російської Федерації проти України в 2014 році жителі району беруть участь в Антитерористичній операції на сході України та Операції об'єднаних сил у складі Збройних сил України, Національної гвардії України, Міністерства внутрішніх справ.
За час бойових дій з 2014 по 2018 роки загинуло 8 жителів району: Іван Аліщенко, Микола Довгий, Микола Покрищенко, Олег Попов, Вадим Танський, Микола Томак, Максим Солонар і Сергій Сурженко.

## Адміністративний устрій
Район адміністративно-територіально поділяється на 1 селищну раду та 21 сільську раду, які об'єднують 52 населені пункти та підпорядковані Новоархангельській районній раді. Адміністративний центр — смт Новоархангельськ.
У листопаді 2011 р. з обліку було зняте село Новомиколаївка.

## Економіка
Нині економіка району являє собою комплекс високотоварного багатогалузевого сільськогосподарського виробництва зернового, буряківничого, олійницького напрямку в поєднанні із м'ясо-молочним виробництвом та промислової переробки продукції сільського господарства.
У системі АПК Новоархангельського району функціонує 216 сільськогосподарських підприємств різної форми власності з них 19 товариств, один кооператив, 12 приватно-орендних підприємства, 142 селянсько—фермерських господарств, 42 одноосібних підприємств та інші.
Із промислових підприємств значне місце у виробництві товарної продукції займає відкрите акціонерне товариство «Новоархангельський сирзавод» потужністю 700 тонн в рік сиру «Буковинський», яке видало першу продукцію в 1965 році.
Вантажні перевезення здійснює ПАТ «Новоархангельське РТП», яке працює на ринку вантажних перевезень з 1931 року.
1972 року розпочав роботу Новоархангельський міжгосподарський комбікормовий завод, на сьогодні — товариство з обмеженою відповідальністю «Новий світ», потужністю 5 тисяч тонн продукції в рік. Підприємство займається переробкою зернових культур, соняшнику, виготовленням комбікормів.
Найбільші сільськогосподарські товаровиробники це кооперативи «Лан» (смт. Новоархангельськ), «Авангард» (с. Ганнівка), «Дружба» (с. Підвисоке), «Нива» (с. Покотилово), товариство з обмеженою відповідальністю «Україна» (с. Кальниболота).

## Транспорт
Районом проходить автошлях E50.

## Населення
Розподіл населення за віком та статтю (2001)
| Стать | Всього | До 15 років | 15-24 | 25-44 | 45-64 | 65-85 | Понад 85 |
| --- | ------ | ----------- | ----- | ----- | ----- | ----- | -------- |
| Чоловіки | 14 311 | 2844        | 1898  | 3962  | 3789  | 1733  | 85       |
| Жінки | 17 016 | 2798        | 1776  | 3917  | 4580  | 3534  | 411      |
| \| Статево-вікова піраміда \| Статево-вікова піраміда \| Статево-вікова піраміда \| \| ----------------------- \| ----------------------- \| ----------------------- \| \| Чоловіки \| Вік \| Жінки \| \| 85 \| 85 + \| 411 \| \| 122 \| 80-84 \| 460 \| \| 445 \| 75-79 \| 1135 \| \| 588 \| 70-74 \| 1211 \| \| 578 \| 65-69 \| 728 \| \| 1196 \| 60-64 \| 1528 \| \| 765 \| 55-59 \| 994 \| \| 930 \| 50-54 \| 1067 \| \| 898 \| 45-49 \| 991 \| \| 987 \| 40-44 \| 984 \| \| 1007 \| 35-39 \| 938 \| \| 1001 \| 30-34 \| 980 \| \| 967 \| 25-29 \| 1015 \| \| 852 \| 20-24 \| 868 \| \| 1046 \| 15-20 \| 908 \| \| 1115 \| 10-14 \| 1119 \| \| 987 \| 5-9 \| 943 \| \| 742 \| 0-4 \| 736 \| |        |             |       |       |       |       |          |
| Статево-вікова піраміда |        |             |       |       |       |       |          |
| Чоловіки | Вік    | Жінки       |       |       |       |       |          |
| 85 | 85 +   | 411         |       |       |       |       |          |
| 122 | 80-84  | 460         |       |       |       |       |          |
| 445 | 75-79  | 1135        |       |       |       |       |          |
| 588 | 70-74  | 1211        |       |       |       |       |          |
| 578 | 65-69  | 728         |       |       |       |       |          |
| 1196 | 60-64  | 1528        |       |       |       |       |          |
| 765 | 55-59  | 994         |       |       |       |       |          |
| 930 | 50-54  | 1067        |       |       |       |       |          |
| 898 | 45-49  | 991         |       |       |       |       |          |
| 987 | 40-44  | 984         |       |       |       |       |          |
| 1007 | 35-39  | 938         |       |       |       |       |          |
| 1001 | 30-34  | 980         |       |       |       |       |          |
| 967 | 25-29  | 1015        |       |       |       |       |          |
| 852 | 20-24  | 868         |       |       |       |       |          |
| 1046 | 15-20  | 908         |       |       |       |       |          |
| 1115 | 10-14  | 1119        |       |       |       |       |          |
| 987 | 5-9    | 943         |       |       |       |       |          |
| 742 | 0-4    | 736         |       |       |       |       |          |

Населення району переважно сільське і налічує близько 31,6 тисяч осіб. Абсолютна більшість жителів району — українці, представництво інших національностей малочисельне і становить трохи більше 1 відсотку загальної кількості мешканців.
Працездатне населення на території району становить 13,9 тисяч осіб, непрацездатне — 17,2 тисяч осіб. У різних сферах зайнято 9,3 тисяч осіб. Переважна більшість населення зайнята в сільськогосподарському виробництві (4,4 тисяч осіб). У закладах освіти трудиться майже 0,9 тисяч осіб, медицини — 0,4, у сфері торгівлі та підприємництва — приблизно по 0,3 тисяч осіб. Решта зайнятих жителів району працюють у сфері зв'язку, на державній службі тощо. Не мають роботи майже 0,5 тисяч осіб.
- 2001 — 31,5 тисяч осіб.[6]
- 2011.12.01 — 25 671 осіб

## Культура
В районі діє 36 клубних закладів, 25 бібліотек та школа естетичного виховання.
Функціонує 7 музеїв — Новоархангельський краєзнавчий музей, народний шкільний музей «Наша біографія», народний краєзнавчий музей історії с. Нерубайка, народні музеї історії сіл Кальниболот, Надлак та Підвисоке, музей історії с. Кам'янече.

## Релігія
З часу проголошення незалежності України в районі значно змінилася релігійна ситуація. За цей час зареєстровано і діє 9 громад Православної церкви України, 6 громад Української православної церкви Московського патріархату, дві громади адвентистів сьомого дня, 3 громади євангельських християн-баптистів, одна громада Свідків Єгови.

## Пам'ятки
У Новоархангельському районі Кіровоградської області на обліку перебуває 63 пам'ятки історії.
У Новоархангельському районі Кіровоградської області на обліку перебуває 4 пам'ятки архітектури.

## Особистості
У Новоархангельському районі народилися:
- Маланюк Євген Филимонович — відомий український поет. Народився в Новоархангельську.
- Натан Рибак — відомий український письменник, який народився в Іванівці
- Гулий-Гуленко Андрій Олексійович — генерал-хорунжий Армії УНР.
- Янковський Микола Андрійович — Герой України, народився в селі Покотилове.
- Магар Володимир Герасимович (1900—1965) — український режисер та актор, Народний артист СРСР, народився в с. Кальниболота.
- Хмель Василь Опанасович — генерал-лейтенант міліції народився у с. Скалева

## Політика
25 травня 2014 року відбулися Президентські вибори України. У межах Новоархангельського району були створені 32 виборчі дільниці. Явка на виборах складала — 64,63 % (проголосували 12 967 із 20 064 виборців). Найбільшу кількість голосів отримав Петро Порошенко — 49,63 % (6 436 виборців); Юлія Тимошенко — 18,43 % (2 390 виборців), Олег Ляшко — 16,24 % (2 106 виборців), Анатолій Гриценко — 4,40 % (570 виборців), Сергій Тігіпко — 2,40 % (311 виборців). Решта кандидатів набрали меншу кількість голосів. Кількість недійсних або зіпсованих бюлетенів — 0,91 %.